# Boudes
Boudes ist in Frankreich eine Gemeinde in der Region Auvergne-Rhône-Alpes im Département Puy-de-Dôme im Arrondissement Issoire und im Brassac-les-Mines.
Die verhältnismäßig kleine Gemeinde von 7,92 Quadratkilometern liegt auf 437 bis 726 m Meereshöhe. Das Weindorf an der D 48 hat 262 Einwohner (Stand 1. Januar 2022). Boudes gehört mit 45 ha zum Weinbaugebiet Côtes d’Auvergne. Von Saint-Germain-Lembron ist der Ort 4 km entfernt; auf der D 909 biegt man kurz nach diesem Ort nach Boudes ab.

## Geschichte
Der Ort wird erstmals im 9. Jahrhundert schriftlich erwähnt. Er gehörte den Herren von Chalus auf der benachbarten Burg Chalus. Das heutige Ortsbild lässt noch das Mittelalter erahnen.

## Sehenswürdigkeiten
- Kirche Saint Loup, romanisch (11. Jahrhundert), im 19. und 20. Jahrhundert baulich verändert; innen wegen Einsturzgefahr mit einer Trägerkonstruktion abgestützt; aus Eisengestänge geformte Turmspitze
- Romanischer Donjon
- In der Nähe des Ortes in südöstlicher Richtung das „Vallée des Saints“ (Tal der Heiligen) mit der geologischen Besonderheit der 10 bis 30 m hohen „cheminées de fées“ (Kamine der Feen), im Tertiär durch Erosion entstandene eisenhaltige und daher rotgefärbte Felsformationen

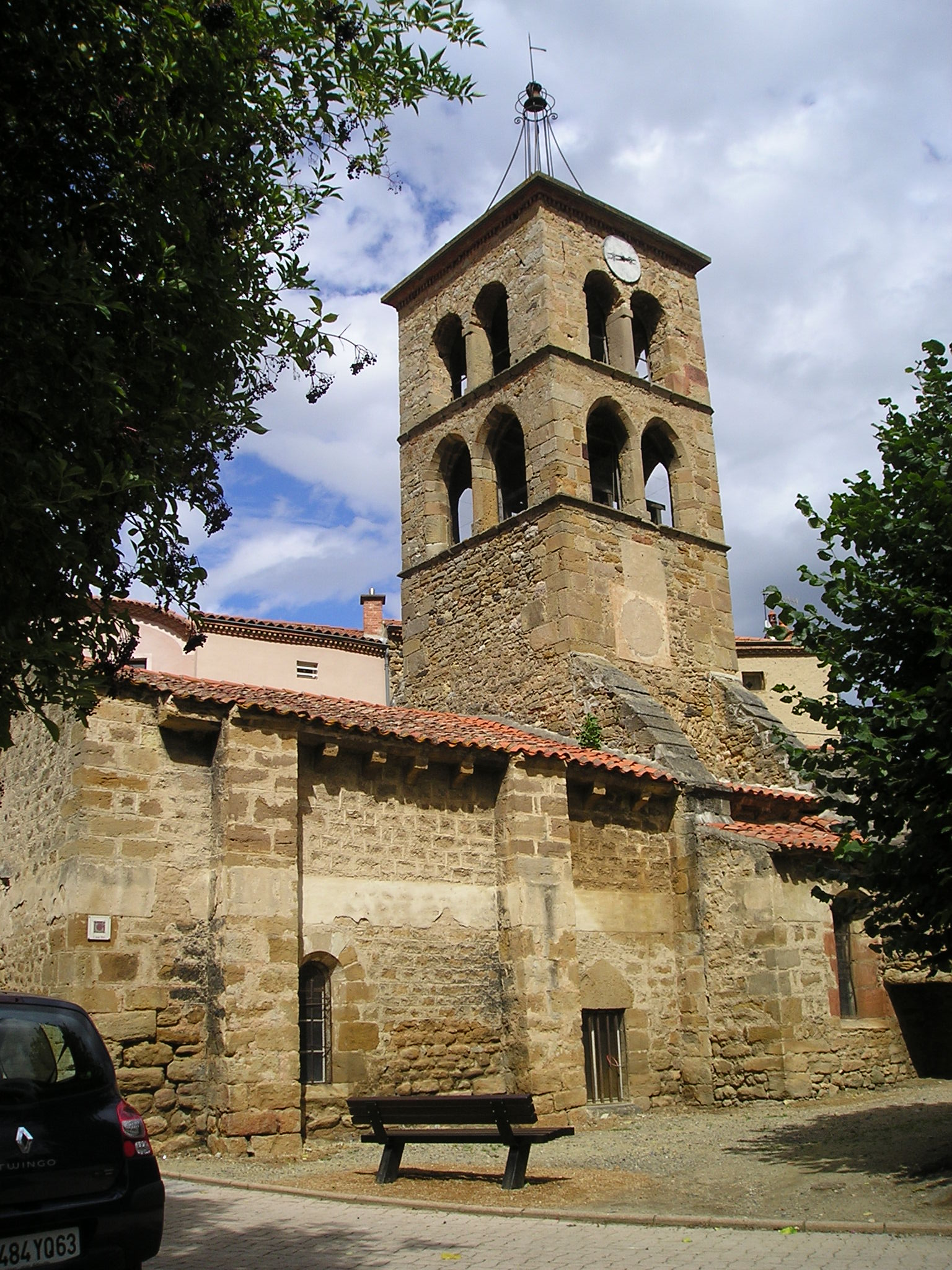
Romanische Kirche Saint-Loup
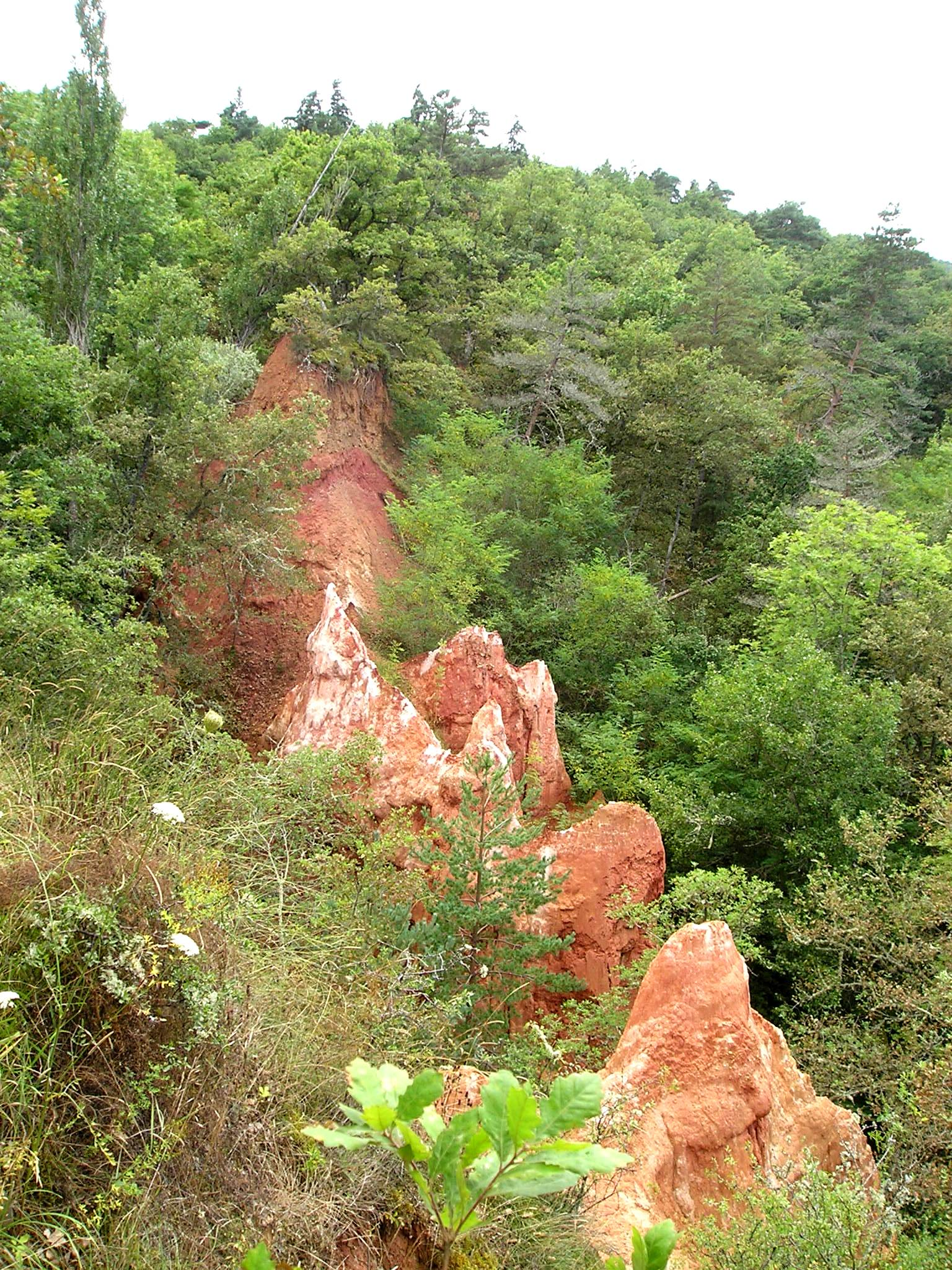
Felsen im Valée des Saints